# Myodocarpus vieillardii
Myodocarpus vieillardii är en araliaväxtart som beskrevs av Adolphe Brongniart och Jean Antoine Arthur Gris. Myodocarpus vieillardii ingår i släktet Myodocarpus och familjen Araliaceae. Inga underarter finns listade.